# گذرگاه (فیلم ۱۳۶۵)
گذرگاه فیلمی به کارگردانی شهریار بحرانی محصول کشور ایران و تولید سال ۱۳۶۵ است. این فیلم بین سال‌های ۱۳۶۶ تا ۱۳۸۵ در سینماهای ایران اکران شد و در مجموع توانست ۵ میلیون و ۷۰۱ هزار مخاطب جذب کند و یکی از پربیننده‌ترین فیلم‌های سینمای ایران در طی سال‌های اکران خود در سالن‌های سینماست.

## خلاصه داستان
یک رزمنده به نام ناصر (خسرو ضیایی) به همراه سه تن از همرزمانش (احمد (عطاءالله سلمانیان) - قاسم (مهرداد خوشبخت) و محمد (اردلان شجاع‌کاوه)) برای عملیات گشت و شناسایی به جبهه اعزام می‌شود. ناصر حلقهٔ ازدواجش را به عاطفه (مژگان بنی‌هاشمی) که تازه به عقد او درآمده می‌دهد و عازم می‌شود. در جبهه برای انجام مأموریت ناصر و همرزمانش به وسیلهٔ یک راهنمای محلی از راه مخفی ادامه مسیر می‌دهند اما راهنمای محلی توسط عراقی‌ها کشته می‌شود و گروه مجبور می‌شود از راه اصلی به شناسایی برود. مأموریت که انهدام یک پل تدارکاتی در مسیر یک گذرگاه است، به خوبی انجام می‌گیرد، اما قاسم و محمد که از لباس مبدل عراقی‌ها استفاده کرده بودند به عنوان نظامیان خاطی به جوخهٔ اعدام سپرده می‌شوند، ناصر بعد از شکنجه شدن توسط دو عراقی ناراضی موفق به فرار شده و احمد نیز فرار می‌کند اما بعد از نجات ناصر به دلیل بیماری، جانباز مجهول الهویه شناخته می‌شود، اما احمد او را شناسایی می‌کند و ناصر بهبود می‌یابد و عاطفه حلقهٔ ازدواج را به ناصر هدیه می‌دهد.

## بازیگران
- خسرو ضیایی در نقش ناصر
- عطاءالله سلمانیان در نقش احمد
- اردلان شجاع‌کاوه در نقش محمد
- مهرداد خوشبخت در نقش قاسم
- علی شاه‌حاتمی در نقش
- مژگان بنی‌هاشمی در نقش عاطفه
- روح‌الله برادری در نقش
- محرم زینال‌زاده در نقش
- منصوره فیلی در نقش
- حبیب‌الله رجبعلی در نقش
- محمد علیدوست در نقش پدر ناصر
- ملیحه کشاری در نقش مادر ناصر
- انسیه قنبری در نقش ملیحه
- ناصر فروغ در نقش استوار عراقی
- محمد صادقی در نقش
- محسن بابایی در نقش
- محمدرضا اسلاملو در نقش
- محمد بیات در نقش
- اکبر باقری در نقش
- رحیم بابایی در نقش
- رضا قاسمی در نقش
- نصرت اله املشی در نقش
- احمد عبداللهی در نقش
- حسینعلی فرهنگ در نقش
- محمد اله نژاد در نقش
- علی توکلی در نقش
- محمدرضا خلیل آذر در نقش
- شهرام جعفرنژاد در نقش
- مهدی شریفی در نقش
- اسماعیل دبیری در نقش
- علیرضا مقدم جعفری در نقش
- جواد قنبری در نقش
- حسین پناهی در نقش
- ابراهیم معین پور در نقش
- اکبر محبوبی فر در نقش
- احمدرضا گلابی در نقش
- احمد یحیوی در نقش
- سیداحمد منتجیبها در نقش
- عزیز حبیب زاده در نقش
- اکبر حبیب زاده در نقش
- علی معصومی در نقش
- علی بهروزیانفر در نقش
- علی اصغر فتحی در نقش
- فرامرز آهنگری در نقش
- محسن معین پور در نقش

## فروش
میزان فروش فیلم به تفکیک سال نمایش، به شرح زیر است:
| سال    | تعداد بلیت | میزان فروش | منبع   |
| ------ | ---------- | ---------- | ------ |
| ۱۳۶۶   | ۲٬۹۸۳٬۴۷۷  | ۳۱٬۸۶۱٬۱۶۱ | [ ۳ ]  |
| ۱۳۶۷   | ۶۵۲٬۷۹۹    | ۶٬۶۹۰٬۷۳۰  | [ ۴ ]  |
| ۱۳۶۸   | ۷۱۹٬۶۳۹    | ۷٬۴۴۹٬۰۷۹  | [ ۵ ]  |
| ۱۳۶۹   | ۳۷۱٬۹۹۹    | ۵٬۱۹۶٬۲۶۵  | [ ۶ ]  |
| ۱۳۷۰   | ۳۶۳٬۱۷۰    | ۷٬۶۲۱٬۰۵۷  | [ ۷ ]  |
| ۱۳۷۱   | ۲۵۷٬۷۰۸    | ۶٬۹۹۲٬۲۹۴  | [ ۸ ]  |
| ۱۳۷۲   | ۱۳۰٬۱۲۵    | ۵٬۷۲۸٬۲۰۰  | [ ۹ ]  |
| ۱۳۷۳   | ۱۱۴٬۲۴۰    | ۴٬۹۶۷٬۶۰۵  | [ ۱۰ ] |
| ۱۳۷۴   | ۴۷٬۴۱۵     | ۳٬۵۶۱٬۲۴۵  | [ ۱۱ ] |
| ۱۳۷۵   | ۲۶٬۸۷۶     | ۲٬۳۸۶٬۸۹۰  | [ ۱۲ ] |
| ۱۳۷۷   | ۲٬۸۰۳      | ۳۷۱٬۴۰۰    | [ ۱۳ ] |
| ۱۳۷۸   | ۱۰٬۳۴۱     | ۱٬۹۱۳٬۶۰۰  | [ ۱۴ ] |
| ۱۳۷۹   | ۷٬۰۶۳      | ۱٬۴۵۱٬۱۵۰  | [ ۱۵ ] |
| ۱۳۸۰   | ۷٬۰۹۴      | ۱٬۹۰۳٬۷۰۰  | [ ۱۶ ] |
| ۱۳۸۱   | ۴٬۵۹۳      | ۱٬۳۱۲٬۳۵۰  | [ ۱۷ ] |
| ۱۳۸۲   | ۴۰۰        | ۱۲۰٬۰۰۰    | [ ۱۸ ] |
| ۱۳۸۳   | ۵۸۰        | ۲۱۴٬۴۵۰    | [ ۱۹ ] |
| ۱۳۸۴   | ۷۰         | ۳۵٬۰۰۰     | [ ۲۰ ] |
| ۱۳۸۵   | ۱٬۵۹۱      | ۱٬۱۱۳٬۷۰۰  | [ ۲۱ ] |
| جمع کل | ۵٬۷۰۱٬۹۸۵  | ۹۰٬۸۸۹٬۸۷۶ |        |